# 양스밍
양스밍(楊世銘, 1925년 1월 5일 ~ 2017년 2월 4일)은 중화인민공화국의 공학자 겸 대학 교수를 지낸 과학자 겸 정치인이다.

## 주요 이력
상하이 자오퉁 대학교 화학과를 나오고 나서 미국 유학을 한 그는 중공에 귀국하여 그 후 보기 드문 중공의 미국 유학파 1세대로써 베이징 대학교 겸임교수 등을 지냈다.
1941년 중국공산당에 입당을 한 그는 중국공산당 이공과학교육행정특임고문 직위를 지낸 후 1986년 1월 25일을 기하여 중국공산당을 입당 45년여만에 탈당하는 등 중공 정치 사상 이례성 행적을 남기기도 하였다.

## 학력
- 중화인민공화국 상하이 자오퉁 대학교 화학과 학사
- 미국 케이스 웨스턴 리저브 대학교 대학원 물리학과 이학석사
- 미국 일리노이 공과대학교 공과대학원 화학공학과 공학박사